# ベトナムワイン

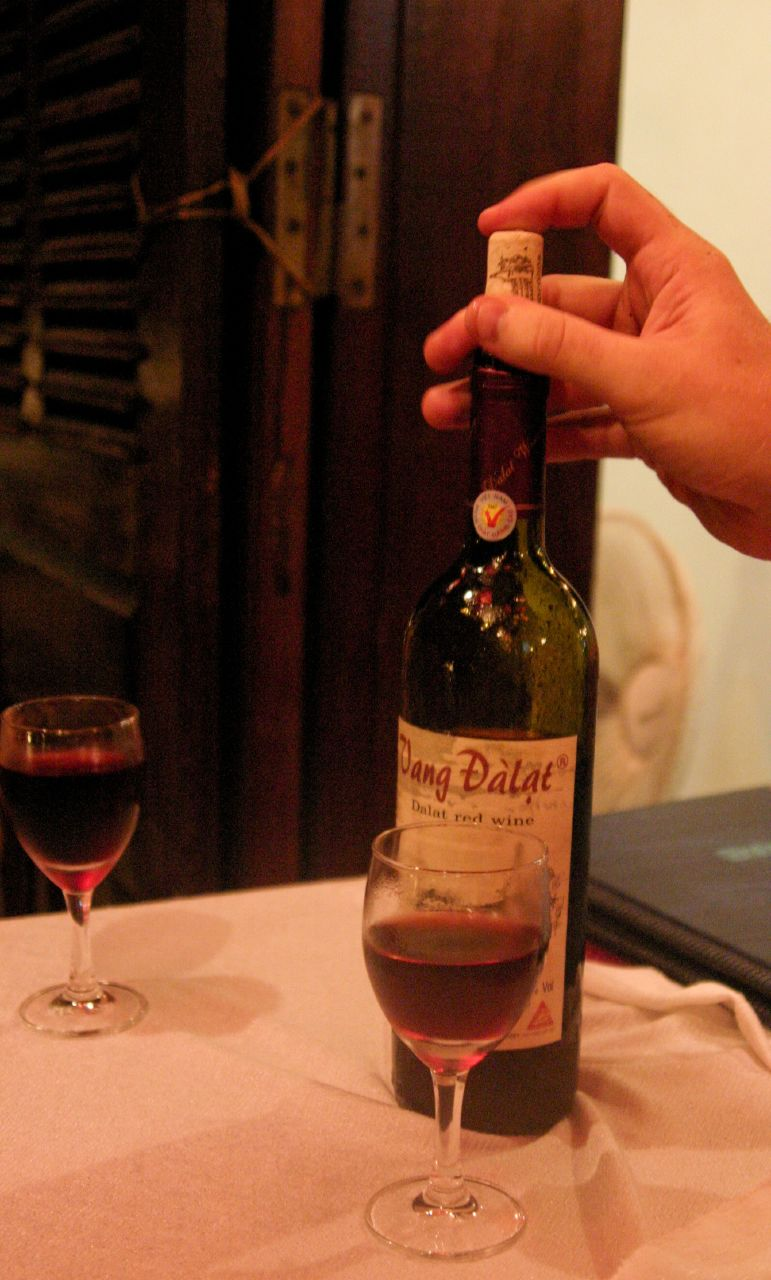
ベトナムワイン

ベトナムワインとは、ベトナムの国内で製造されるワインを指す。 

## 概要
ベトナムには19世紀後半にフランス領インドシナとして植民地化された時期があり、この時期に初めてブドウ栽培が持ち込まれた。ベトナムの熱帯気候は、フランス人統治者がフランス本国で摂取していたワインに使用されているヨーロッパブドウのようなブドウ品種を育てるには気候が適しておらず、ベトナムのワイン産業はフルーツワインの製造に重きを置くようになった。20世紀後半にはオーストラリアのような近い地域のワインメーカーから援助を受けることにより、ベトナム国内でもヨーロッパブドウの開発に改めて焦点が当てられるようになった。
1995年、オーストラリアワインメーカーとのジョイントベンチャー企業がカベルネ・ソーヴィニヨンやシャルドネのような国際的なブドウ品種を再導入するため、近年までベトナム戦争で遺された地雷が埋められていた地域で栽培を行う大胆な栽培法を開始した。

## ブドウ栽培と地理
ベトナムは北回帰線と赤道の間に位置しており、夏に雨季があり高湿度の典型的な熱帯気候であるが、丘陵地が多いためにこれにより熱帯の影響を幾分減じる事が可能であり、ブドウ栽培に適した小規模栽培地域が生み出されている。年々気温が上昇していることもあり、ベトナム南部地域のワイン農場では年間の収穫量が3倍に増加している。ある品種では新たな挿し木を植えてから1年以内に果実を収穫することが可能である。
フランス植民はハノイ付近のバ・ヴィー高地にある自分たちのワイン農場でブドウ栽培を開始した。現代のブドウ栽培技術により、大胆な剪定と格子状のパーゴラを用いる栽培手法により成功と呼べる結果が生み出されている。この格子状のパーゴラはブドウのつるを地面から離れた位置に設置できる利点があり、過度の湿度によるうどんこ病蔓延の危険性を減らすため風通しを良くする効果も持つ。ブドウの房はブドウの葉で隠れており、これは収穫量減少につながっている。
他にワイン農場がある地域としてはアンナン山脈付近一帯の中央部高地地域やニントゥアン省のファンラン＝タップチャム市付近にある南部海岸平野などがあり、特にニントゥアン省はベトナム初の商業ワイナリーであるティエンタイ・ワイナリーが設立された土地でもある。避暑地として著名なラムドン省のダラットも有名である。

## ブドウとワイン

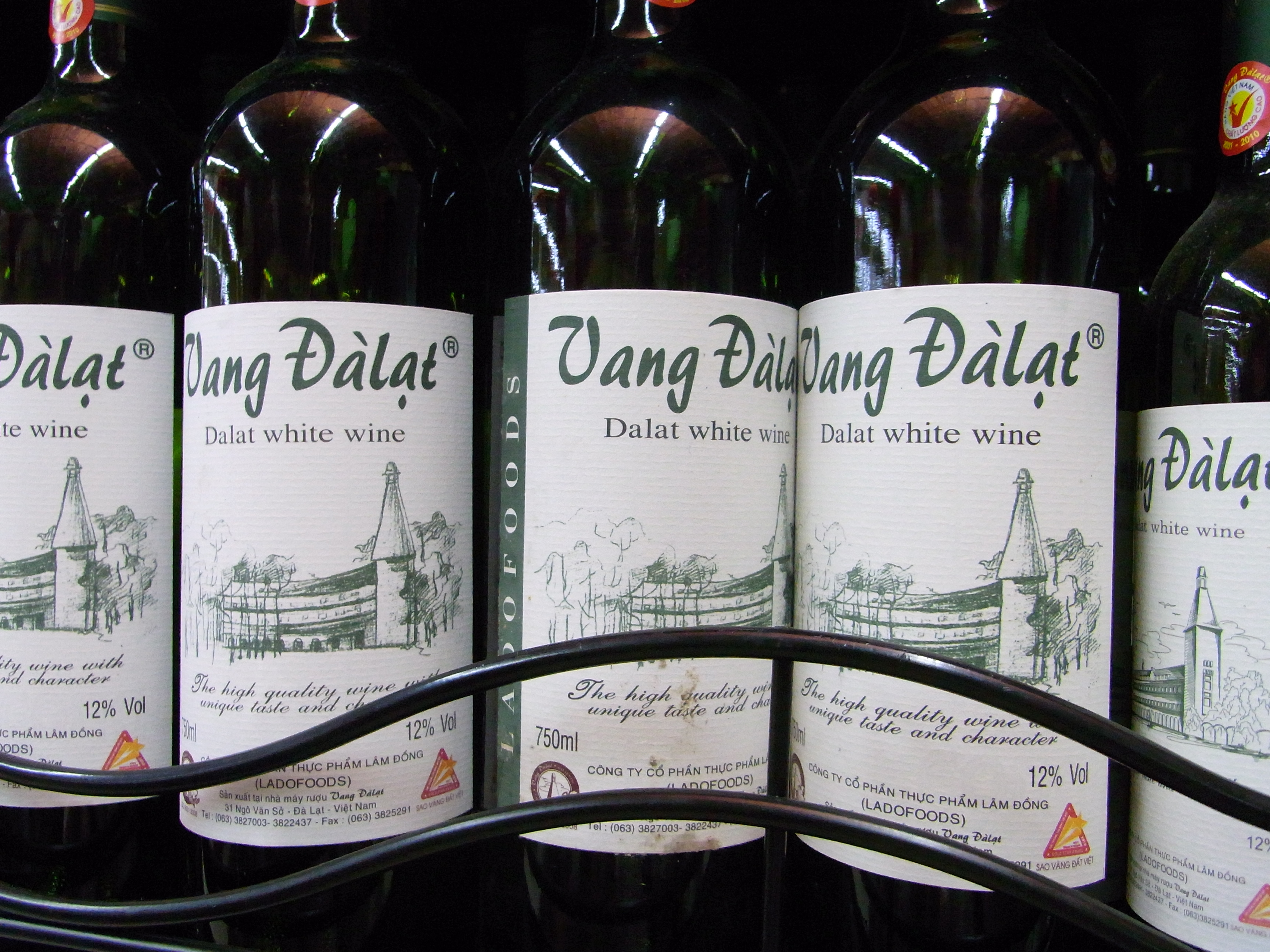
ベトナムのワイン、ヴァン・ダラット

2005年時点において、ベトナムで栽培されている主なブドウ品種はカーディナル種とシャンブルサン種である。ワイン生産の大部分は豊富に生産される国内産フルーツを使用して作るフルーツワインである。イギリスのコングロマリットアライド・ドメックとオーストラリアのワインメーカーがスパークリングワインの生産に取り組むとともに、より国際的なブドウ品種のベトナムへの導入を試みている。新たなワイン農場の多くは近年になって地雷が除去された地域に設立されている。